# Портула
По̀ртула (на италиански: Portula; на пиемонтски: Portola, Портола) е село и община в Северна Италия, провинция Биела, регион Пиемонт. Разположено е на 639 m надморска височина. Населението на общината е 1398 души (към 2010 г.).